# Róbert nápolyi király
I. (Anjou) Róbert más néven Bölcs Róbert (1277 – Nápoly, 1343. január 20.) nápolyi király, címzetes jeruzsálemi király, Provence és Forcalquier grófja 1309-1343-ig. A korabeli Itália politikájának központi és meghatározó figurája volt.

## Uralkodása
1282-ben a szicíliai vecsernye felkelés idején III. Péter aragóniai király túsza volt.
Róbert II. Károly nápolyi király és Árpád-házi Mária nápolyi királyné harmadik fia volt. Bátyjai azonban meghaltak, így már legidősebb bátyja, Martell Károly 1295-ben bekövetkező halála után ő volt a nápolyi trón örököse. Apja uralkodása idején a trónörökös - Calabria hercege - címet viselte (1296-1309). Annak érdekében, hogy megszerezze a szomszédos Szicíliát, 1297-ben feleségül vette II. Jakab aragóniai király húgát Jolánt, azzal a feltétellel, hogy Jakab elhagyja Szicíliát. A szicíliai bárók azonban Róbert helyett Jakab öccsét, II. Frigyest választották királlyá. A háború tovább folytatódott, végül az 1302. augusztus 29-én megkötött caltabellottai békében kikötötték, hogy II. Frigyes Szicília sziget uralkodójaként a Trinacria királya címet viseli, Róbert és az Anjou-ház pedig örökre elveszítette Szicíliát, s uralmuk csak Itália félszigeti részeire korlátozódott.
Róbert a pápa támogatását élvezte, ráadásul a pápák Avignonba költözése - amely a nápolyi Anjouk birtoka volt - szorosabbra fűzte a pápaság és az Anjouk nápolyi ága közötti köteléket. V. Kelemen pápa romagnai és toszkánai pápai vikáriusnak (helytartónak) nevezte ki, mely titulusánál fogva avatkozott bele a firenzei pártviszályba , s fogadta el a város Signora címét. Róbert az itáliai guelf párt vezetőjeként ellenezte VII. Henrik német-római császár itáliai tartózkodását (1311-1313), és Róma általa történt elfoglalását (1312). Henrik császár halála után, a guelf reakció a ghibellinek észak itáliai vezetői, Visconti Mátyás és Scala ellen Róbert, mint Itália bírája járt el. 1317-ben Róbert presztízse tovább emelkedett, a pápa Róma szenátorának nevezte ki 1318-34 Genova, 1319-ben Brescia ura címet is fölvette, 1317-től pedig egész Itália általános pápai vikáriusa lett. 1328-ban újra szembe került a császársággal, IV. Lajos német-római császárral ám ez a veszélyt János cseh király hárította el, aki szintén szembe került Lajossal. Róbert itáliai hegemóniájának fényét csak Aragón-Szicília árnyékolta be.

## Trónutódlás
Róbertnek két fia született első felesége, Aragóniai Jolán nápolyi trónörökösnétől, a gyermekkorában meghalt Lajos (1301-1310), és Károly (1298-1328), Calabria hercege, akinek 2. feleségétől Valois Mária calabriai hercegnétől két leánya, Johanna és Mária és egy pár napos csecsemőként elhunyt fia született. Róbertnek a második, Aragóniai Sancia mallorcai királyi hercegnővel kötött házasságából nem születtek gyermekei, így Károly halálával kérdésessé vált a trón öröklése, ekkor elevenítette fel igényét a nápolyi trónra az elsőszülöttség jogán I. Károly magyar király lévén II. Károly nápolyi király elsőszülött fiának, Martell Károlynak az elsőszülött fia. Martell Károly 1295-ben 24 évesen meghalt, s a király-(nagy)apa úgy döntött, unokáját kirekeszti a trónöröklési rendből, ő majd a magyar ősök trónjára ülhet fel, ha az hamarosan megüresedik, s nápolyin pedig az idősebbnek, Martell Károly öccsének Róbertnek van helye. Károly magyar király megegyezett a nagybátyjával, Róberttel, hogy összeházasítják a magyar Endre herceget Róbert idősebb unokájával Johannával, hogy majd azok együtt örököljék a közös ősök királyi székét. Károly magyar király abban a tudatban halt meg 1342. július 16.-án, hogy fia, András nápolyi király lesz. Róbert király halála, 1343. január 20. előtt 4 nappal megváltoztatta a végrendeletét, s csak Johannát jelölte meg a trón örökösének.(Passuth László regényében a Nápolyi Johannában azzal indokolja az öreg Róbert döntésének megváltozását, hogy a hitelezők (Bardi, Peruzzi, és Niccolo Acciaioli) vették rá az érdekeiket sértő magyar herceg trónra kerülésének megakadályozását kimondó testamentum megírására az egyébként teljesen eladósodott nápolyi királyt). A bonyodalom a magyar és nápolyi Anjuok között ekkor újrakezdődött-kiéleződött Endre herceg mellőzése okán.